# Give Up
Give Up est le premier album du groupe The Postal Service, paru sur label indépendant Sub Pop le 18 février 2003.
Certifié disque d'or avec plus de 650 mille copies vendues, et fort d'une 114e position au palmarès Billboard, Give Up est devenu l'album le plus vendu de l'histoire du label Sub Pop après le premier disque de Nirvana, Bleach.
La bande est une collaboration entre artiste de musique électronique, Jimmy Tamborello, et le principal chanteur de Death Cab for Cutie, Ben Gibbard. Ils avaient précédemment travaillé ensemble pour une chanson sur l'album Life Is Full of Possibilities.

## Liste des morceaux
| 1.    | The District Sleeps Alone Tonight | 4:44 |
| 2.    | Such Great Heights                | 4:26 |
| 3.    | Sleeping In                       | 4:21 |
| 4.    | Nothing Better                    | 3:46 |
| 5.    | Recycled Air                      | 4:29 |
| 6.    | Clark Gable                       | 4:54 |
| 7.    | We Will Become Silhouettes        | 5:00 |
| 8.    | This Place Is a Prison            | 3:54 |
| 9.    | Brand New Colony                  | 4:12 |
| 10.   | Natural Anthem                    | 5:07 |
| 44:59 |                                   |      |

## Personnel
The Postal Service est composé de Jimmy Tamborello et Benjamin Gibbard. Apparaissent sur Give Up :
- Benjamin Gibbard – paroles, voix, guitare, clavier, piano électrique, percussions.
- Jimmy Tamborello – programmation, clavier, accordéon.

Invité(e)s : 
- Jenny Lewis – voix.
- Jen Wood – voix.
- Chris Walla – production, piano.

## Singles
Il y eut trois singles de l'album : "Such Great Heights", "The District Sleeps Alone Tonight" et "We Will Become Silhouettes". Des vidéo-clips ont été produits pour chacune de ces chansons, le clip pour "We Will Become Silhouettes" étant par ailleurs réalisé par l'acteur-réalisateur Jared Hess (coréalisateur de Napoleon Dynamite).

## Édition vinyle
Parue le 9 novembre 2004, la version vinyle de Give Up était accompagnée de b-sides, de reprises et de remixes :
1. "There's Never Enough Time"
2. "We Will Become Silhouettes" (interprétée par The Shins)
3. "Such Great Heights" (interprétée par Iron & Wine)
4. "Suddenly Everything Has Changed" (reprise d'une pièce de The Flaming Lips)
5. "The District Sleeps Alone Tonight" (DJ Downfall Persistent Beat Mix)
6. "Such Great Heights" (John Tejada Remix)